# Brown Rice
| Recensione            | Giudizio |
| --------------------- | -------- |
| AllMusic              |          |
| Penguin Guide to Jazz |          |

Brown Rice è un album in studio del trombettista statunitense Don Cherry, pubblicato in Italia nel 1975 da EMI e da Horizon Records nel 1977 in Canada, Giappone e Stati Uniti d'America.

## Tracce
Lato A
Musiche di Don Cherry, eccetto dove indicato.
1. Brown Rice – 5:14
2. Malkauns – 13:59 (Bengt Berger, Don Cherry)

Lato B
Musiche di Don Cherry.
1. Chenrezig – 12:50
2. Degi-Degi – 7:05

Le tracce 1, 2 e 4 sono registrate presso The Basement Recording Studios; la traccia 3 è stata registrata presso Grog Kill Studio, a Woodstock.